# Antodice suturalis
Antodice suturalis là một loài bọ cánh cứng trong họ Cerambycidae.